# Royal and Parliamentary Titles Act 1927
Le Royal and Parliamentary Titles Act 1927 est une loi du Parlement du Royaume-Uni de Grande-Bretagne et d'Irlande qui autorise la modification de la titulature du monarque britannique et modifie le nom du Parlement britannique à la suite de l'établissement de l'État libre d'Irlande. Le pays devient alors le Royaume-Uni de Grande-Bretagne et d'Irlande du Nord.

## Contexte
À la suite de la guerre d'indépendance irlandaise, le traité de Londres de 1921 érige l'Irlande du Sud en État libre.
À la conférence impériale de 1926, les gouvernements du Royaume-Uni et des dominions s'accordent pour que le titre du monarque soit modifié.

## Élaboration
Un projet de loi est présenté à la Chambre des communes du Royaume-Uni en mars 1927.
Il reçoit la sanction royale le 12 avril 1927.